# 富永御厨
富永御厨（とみながみくりや）は、かつて加賀国石川郡にあった地名である。現在の金沢市戸水町や寺中町付近に比定される。かつての大野荘、普正寺、宮腰湊に隣接または含まれる一帯を指す。

## 歴史
建久三年(1192年)の伊勢大神宮神領注文に加賀国石川郡大野荘のうち「加賀国富永御厨 二宮」と見え、このころ富永御厨は伊勢神宮領であったことがわかる。
13世紀後半、大宮女院西園寺姞子から孫の昭慶門院熹子内親王、さらにその養子で後醍醐天皇の子である大宰帥世良親王へと伝領された。その地頭は得宗御内人である足立氏と諏訪氏であった。隣接する大野荘は鎌倉時代末期、同じく北条得宗家である長崎高資の所領であり（代官は足立氏）、宮腰湊を中心とした日宋貿易、日元貿易で繁栄していた。
世良親王の没後の元徳二年(1330年)、後醍醐天皇は追善の為にその遺領である富永御厨等を山城臨川寺に寄進、管領させた。
元弘三年(1333年)、後醍醐天皇は綸旨を発し、富永御厨は領家地頭令中分下地（下地中分、荘園領主と地頭との争いを解決するため土地を折半すること）の対象となり、大野荘に吸収され消滅した）。